# La Taverne du cheval rouge
Pour les articles homonymes, voir Cheval Rouge.
Pour plus de détails, voir Fiche technique et Distribution.
La Taverne du cheval rouge (Frontier Gal) est un film américain réalisé par Charles Lamont et sorti en 1945.

## Synopsis
Une fille de saloon est amoureuse d'un hors-la-loi.

## Fiche technique
- Titre : La Taverne du cheval rouge
- Titre original : Frontier Gal
- Réalisation : Charles Lamont
- Scénario : Michael Fessier et Ernest Pagano
- Production : Howard Benedict (producteur exécutif), Michael Fessier et Ernest Pagano
- Société de production : Universal Pictures
- Musique : Frank Skinner
- Photographie : Charles P. Boyle et George Robinson
- Montage : Ray Snyder
- Direction artistique : John B. Goodman et Richard H. Riedel
- Décorateur de plateau : Oliver Emert et Russell A. Gausman
- Pays d'origine : États-Unis
- Langue : anglais
- Format : Technicolor - Son : Mono (Western Electric Recording)
- Genre : Western
- Durée : 92 minutes
- Date de sortie :
  - États-Unis : 21 décembre 1945
- Affiche : René Lefèbvre (France)

## Distribution
- Yvonne De Carlo : Lorena Dumont
- Rod Cameron : Johnny Hart
- Andy Devine : Big Ben
- Fuzzy Knight : Fuzzy
- Andrew Tombes : Juge Prescott
- Sheldon Leonard : 'Blackie' Shoulders
- Clara Blandick : Abigail
- Jan Wiley : Sheila Winthop
- Jack Overman : Buffalo
- Frank Lackteen : Cherokee
- Beverly Simmons : Mary Ann Hart

Acteurs non crédités
- Joseph E. Bernard : Dealer
- Lloyd Ingraham : Dealer
- Ted Billings : Saloon Sweeper
- Eddie Borden : Homme à la table
- Paul Bratti : Dealer
- Claire Carleton : Gracie
- Douglas Carter : Dealer
- Tom Coleman : Saloon Bystander
- William Desmond : Homme au Saloon
- Eddie Dunn (en) : Député
- George Eldredge : acolyte
- Billy Engle : pilier de bar
- Harold Goodwin : Député